# Storsjön (Grangärde socken, Dalarna)
Storsjön är en sjö i Ludvika kommun i Dalarna och ingår i Norrströms huvudavrinningsområde. Sjön har en area på 1,37 kvadratkilometer och ligger 319,1 meter över havet. Sjön avvattnas av vattendraget Storsjöån.

## Delavrinningsområde
Storsjön ingår i det delavrinningsområde (666644-143545) som SMHI kallar för Utloppet av Storsjön. Medelhöjden är 362 meter över havet och ytan är 13,39 kvadratkilometer. Det finns inga avrinningsområden uppströms utan avrinningsområdet är högsta punkten. Storsjöån som avvattnar avrinningsområdet har biflödesordning 4, vilket innebär att vattnet flödar genom totalt 4 vattendrag innan det når havet efter 310 kilometer. Avrinningsområdet består mestadels av skog (69 procent) och sankmarker (12 procent). Avrinningsområdet har 1,37 kvadratkilometer vattenytor vilket ger det en sjöprocent på 10,2 procent.